# Dipartimento di Libertador General San Martín (Chaco)
Libertador General San Martín è un dipartimento argentino, situato nella parte settentrionale della provincia del Chaco, con capoluogo General José de San Martín.

## Geografia fisica
Esso confina con la provincia di Formosa, e con i dipartimenti di Bermejo, Primero de Mayo, Sargento Cabral, Veinticinco de Mayo, Quitilipi, Maipú e General Güemes.

## Società

### Evoluzione demografica
Secondo il censimento del 2001, su un territorio di 7.800 km², la popolazione ammontava a 54.470 abitanti, con un aumento demografico del 13,68% rispetto al censimento del 1991.

## Amministrazione
Nel 2001 il dipartimento comprendeva i seguenti comuni (municipios in spagnolo):
- Ciervo Petiso
- General José de San Martín
- La Eduvigis
- Laguna Limpia
- Pampa Almirón
- Pampa del Indio
- Presidencia Roca

Fa parte del dipartimento anche la delegazione municipale di Selvas del Río de Oro.